# Armia „Pomorze”
Armia „Pomorze” – związek operacyjny Wojska Polskiego utworzony wiosną 1939, zgodnie z planem operacyjnym „Zachód”.
W czasie kampanii wrześniowej armia dowodzona przez gen. dyw. Władysława Bortnowskiego występowała w składzie czterech dywizji piechoty (4., 9., 15., 16.), Pomorskiej Brygady Kawalerii oraz Pomorskiej i Chełmińskiej Brygady ON. Jej związki taktyczne bronić miały polskiego Pomorza. W obszarze operacyjnym armii znajdował się Korpus Interwencyjny przeznaczony do obrony interesów polskich w Gdańsku. Na prawym brzegu Wisły działała Grupa Operacyjna „Wschód” gen. bryg. Mikołaja Bołtucia.

Armia, silnie nadwerężona w walkach na Pomorzu, uczestniczyła też w bojach pod Łowiczem i Sochaczewem.

## Geneza i zadania
Utworzona 23 marca 1939 w celu obrony Pomorza przed atakiem niemieckim z kierunków zachodniego i wschodniego. O ugrupowaniu armii w dużej mierze zadecydowała możliwość interwencji od strony Wolnego Miasta Gdańsk. Siły armii zostały rozdzielone na dwie części, jedna miała bronić zachodniej granicy państwa, druga nie dopuścić do połączenia sił wroga działających od strony Prus Wschodnich z siłami działającymi z zachodu. Jednak obawa przed aneksją Gdańska i ataku od północy spowodowała, że część sił armii została skierowana do „korytarza gdańskiego” aż po Kościerzynę i Tczew (Oddział Wydzielony „Kościerzyna” i Oddział Wydzielony „Starogard”). Biorąc pod uwagę, że na całym odcinku Wisły (około 60 km) pomiędzy Grudziądzem a Fordonem pod Bydgoszczą nie było żadnego mostu, całe północne ugrupowanie było narażone na odcięcie od reszty armii w przypadku zdecydowanego ataku z zachodu.
Dowódcy Armii gen. dyw. Władysławowi Bortnowskiemu postawiono następujące zadanie:
- osłonić kierunki wychodzące z Pomorza Zachodniego i Gdańska na Bydgoszcz oraz z Prus Wschodnich na Toruń i Włocławek,
- rozpoznać siły nieprzyjaciela i przeciwstawić się im obronnie w odcinku Armii, wykorzystując każdą okazję do zwrotu zaczepnego,
- podtrzymać jak najdłużej i jak najwydatniej rozdział sił nieprzyjaciela po obu brzegach Wisły wykorzystując między innymi niszczenia,
- ostateczna pozycja obronna: Wisła z przedmościem Toruń – Bydgoszcz.

Punkt ciężkości działań Armii miał być usytuowany na wschodnim brzegu Wisły. Późniejszy rozkaz polecił zniszczyć mosty w Tczewie.
Pas działań Armii, wynosił od 120 do 160 km, a głębokość od 60 do 110 km.
Armii powierzono zadanie działania w pasie:
- granica północna – granica z Wolnym Miastem Gdańskiem i dalej w kierunku zachodnim wzdłuż linii: od Tczewa, przez Skarszewy do Kościerzyny;
- granica południowa – wzdłuż linii: Łobżenica, Nakło nad Notecią, Władysławowo, Broniewo do Modliborzyc;
- granica wschodnia – wzdłuż linii: Rybno, Górzno, Gójsk do Dobrzynia nad Wisłą;
- granica zachodnia – granica z Rzeszą Niemiecką.

Od tak wyznaczonego pasa, na północy miało działać Dowództwo Obrony Wybrzeża, podległe Dowództwu Floty, na południu Armia „Poznań” pod dowództwem gen. Kutrzeby, na wschodzie Armia „Modlin” pod dowództwem gen. Przedrzymirskiego.
Pod koniec marca, po powrocie do Torunia z Generalnego Inspektoratu Sił Zbrojnych, gen. Bortnowski postawił zadania poszczególnym wielkim jednostkom:
- 15 Wielkopolska Dywizja Piechoty (dowódca gen. bryg. Przyjałkowski) otrzymała zadanie obrony przedmościa Bydgoszcz od zachodu, w oparciu o skraje lasów nadleśnictwa Jachcice oraz zamknięcia przejść przez Kanał Górnonotecki. Dowódcy dywizji został podporządkowany nakielski batalion ON, którego zadaniem było zamknięcie, w okolicach Nakła, przejść przez Noteć na jej południowym brzegu. Północna granica pasa działania dywizji przebiegała wzdłuż linii: Wojnowo – Mrocza – Łobżenica, zaś południowa stanowiła granicę pasa działania armii[7].
- 16 Pomorska Dywizja Piechoty (dowódca płk dypl. Świtalski) otrzymała zadanie utrzymania linii rzeki Osy od jej ujścia do Wisły do Jeziora Duże koło wsi Gruta. Zachodnia granica pasa działania dywizji opierała się o Wisłę, wschodnia o linię Łasin – Słup – Radzyń Chełmiński[7].
- 4 Dywizja Piechoty (dowódca gen. Bołtuć) otrzymała zadania:

- zamknąć, na kierunku północno-wschodnim, węzeł komunikacyjny Brodnica na linii Tama Brodzka – jeziora: Bachotek, Strażym, Zbiczno i Ciche koło miejscowości o tej samej nazwie;
- ewentualnie uderzyć na nieprzyjaciela głównymi siłami dywizji z rejonu Czekanowa, w przypadku gdyby usiłował on obchodzić prawe skrzydło 16 DP, bądź atakował w kierunku Wąbrzeźno – Toruń;
- prowadzić rozpoznanie kawalerią dywizyjną w kierunku na Lidzbark Welski i utrzymywać łączność z armią „Modlin”.

Zachodnia granica pasa działania dywizji stanowiła wschodnią granicę działania 16 DP, zaś wschodnia granica stanowiła granicę działania armii.
- Pomorska Brygada Kawalerii (dowódca gen. bryg. Grzmot-Skotnicki) otrzymała zadanie opóźniania ruchów nieprzyjaciela poprzez wiązanie go w walce i niszczenie w korytarzu ograniczonym północną granicą działania 15 DP i północną granicą działania armii. Wyznaczono szosy (w rejonie działania brygady): Sępolno – Koronowo, Chojnice – Tuchola – Chełmno, Więcbork – Bydgoszcz, Chojnice – Tczew i Kościerzyna – Tczew jako szlaki, wzdłuż których prowadzone miały być działania. Dowódcy brygady zostały podporządkowane bataliony ON w rejonie oraz batalion strzelecki z Chojnic[7].

W połowie kwietnia nadszedł rozkaz marszałka Śmigłego-Rydza o powiększeniu składu armii o 9 Dywizję Piechoty z Siedlec. Po jej przybyciu w rejon działania armii, zostały dokonane zmiany rozmieszczenia głównych jednostek. Pas działania Pom. BK został zwężony poprzez przesunięcie południowej granicy jej działania na linię rzek Sępolna (wypływa z jeziora Sępoleńskiego) i Sępolenki (obydwie prawostronne dopływy Brdy). Powstałą w ten sposób lukę, pomiędzy 15 DP a Pom. BK, zajęła 9 DP. Podporządkowany jej został koronowski batalion ON.
- 9 DP (dowódca płk dypl. Werobej) otrzymała zadania:

- zamknąć przejścia między poszczególnymi jeziorami koronowskimi (między innymi: Koronowskie, Strzemno, Stoczek, Piaseczno, Moczar, Białe, Krzywe – obecnie stanowią one część Zbiornika Koronowskiego);
- rozmieścić główne siły dywizji na południu pasa, w którym miała prowadzić działania i na wschód od linii jezior;
- osłaniać prawe skrzydło 15 DP;
- prowadzić rozpoznanie na przedpolu jezior koronowskich i wiązać w walce nieprzyjaciela w rejonie Więcborka;
- ściśle współdziałać z 15 DP.

Przyjazd Korpusu Interwencyjnego, pod koniec sierpnia, spowodował przesunięcie w kierunku północnym głównych sił 9 DP, dla zapewnienia osłony ewentualnego działania 27 Dywizji Piechoty (dowódca gen. bryg. Drapella) po osi Skarszewy – Starogard – Gdańsk. Telegram z Naczelnego Dowództwa, wysłany w dniu 1 września 1939 o godz. 8.50 (data odbioru rozkazu nie jest znana), oddawał do dyspozycji dowódcy armii 27 DP.
Dowództwo armii mieściło się w jednym z fortów w dzielnicy Torunia – Podgórz.

## Działania bojowe

### Bitwa graniczna
1 września

Bitwa o Pomorze –1 września 1939

1 września 1939 siły armii zostały zaatakowane jednocześnie z terenu Pomorza Zachodniego (4 Armia niemiecka) oraz z Prus Wschodnich (3 Armia niemiecka). Silna, zmotoryzowana kolumna niemiecka (20 Dywizja Zmotoryzowana z 4 Armii), poruszająca się w kierunku wschodnim, rozbiła pod Mąkowarskiem 35 pp (z 9 DP), przedarła się przez Bory Tucholskie w rejonie jezior koronowskich i wyszła na tzw. magistralę węglową. Zagrożony został odwrót GO „Czersk”, tucholskiego zgrupowania 9 DP oraz przecięta została droga odwrotu 27 DP, która kierowała się w kierunku magistrali węglowej i miała odjechać w ślad za Korpusem Interwencyjnym. Z Bytowa na samotny batalion ON „Kościerzyna” z plutonem kawalerii 16 puł. i baterią konną 11 dak ruszyła niemiecka 10 DPanc. Pułki Pomorskiej BK walczyły z niemieckimi patrolami, 18 pułk szarżował pod Krojantami i zatrzymał w tym rejonie na kilka godzin niemiecki atak. Ostatecznie jednak Pomorska BK musiała się wycofać w kierunku południowym. Przeważające siły nieprzyjaciela wyparły 16 DP znad Osy, a 22 pp z linii jezior koronowskich. W kierunku na Sępólno zaatakowała 3 DPanc., której czołgi posuwały się na wschód prawie bez oporu ze strony jednostek 9 DP.
Nieprzyjaciel usiłował otworzyć sobie drogę do Prus Wschodnich, atakując oba wyloty kolejowej magistrali tranzytowej pod Tczewem i w rejonie Chojnic. Niemcy usiłowali uchwycić mosty na Wiśle w Tczewie. Polscy saperzy wysadzili je w powietrze. Równocześnie z Pomorza Niemieckiego na skrzydle północnym ugrupowania korpusu pancernego uderzyły na Chojnice i dalej w kierunku na Tucholę. Na skrzydle południowym wyszło natarcie piechoty na Sępolno – Więcbork i dalej na Bydgoszcz. Uderzenia te zepchnęły ze stanowisk obronnych Pomorską Brygadę Kawalerii i 9 Dywizje Piechoty zagrażając 27 Dywizji Piechoty z Korpusu Interwencyjnego, która z rejonu Borów Tucholskich odchodziła w kierunku na Bydgoszcz. W godzinach przedwieczornych niemiecka 3 Dywizja Pancerna zdobyła nieuszkodzony most na Brdzie, przeprawia się przez rzekę i wyszła na tyły ugrupowania polskiego. Nocne przeciwuderzenia polskie nie dały oczekiwanego rezultatu i most pozostał w rękach niemieckich.
Będąca w składzie Korpusu Interwencyjnego 13 DP z rejonu Toruń – Inowrocław została załadowana i odjechała do armii odwodowej.
2 września

Bitwa o Pomorze –2 września 1939

Niemiecki korpus pancerny nacierał w kierunku wschodnim ku Wiśle. Zagrażało to odcięciem wojsk polskich w „korytarzu” i osaczeniem dywizji polskich walczących w rejonie Grudziądza.
27 DP bombardowana przez lotnictwo i powstrzymana przez czołgi nie zdołała przebić się przez ugrupowanie nieprzyjaciela. W tym czasie 9 DP nacierała bez powodzenia pod Klonowem. Niemcy przełamali obronę 27 pułku piechoty, spychając jednostki polskie w kierunku południowym.
Na wschodnim brzegu Wisły już od 1 września niemiecki korpus uderzający z Prus Wschodnich nacierał na grupę gen. Bołtucia w rejonie Grudziądza i Brodnicy. Nad Osą nieprzyjaciel zepchnął 16 Dywizję Piechoty z jej stanowisk obronnych. 2 września 16 DP kontynuowała odwrót, a przeciwnatarcie 4 DP uzyskało lokalne powodzenie. Przez cały dzień wojska grupy operacyjnej były silnie bombardowane przez lotnictwo nieprzyjaciela.
3 września

Bitwa o Pomorze –3 września 1939

Na Pomorzu wysunięte na północ oddziały usiłowały w nocy z 2 na 3 września przebić się przez okrążające je wojska niemieckie. 27 DP wieczorem rozpoczęła rozpoczyna wieczorem marsz na południe.
Około 20.00 dowódca Armii „Pomorze” zameldował Naczelnemu Wodzowi , że wszystkie jednostki będące na północ od Bydgoszczy można uważać za stracone. Ocenił, że z kotła okrążenia z 27 DP wydostało się około 3 baonów piechoty i 5 baterii artylerii, z 9 DP – niekompletny 22 pułk piechoty i jedna bateria, z Pomorskiej Brygady Kawalerii słabe 5 szwadronów, jeden szwadron ckm i 2 baterie po 2 działa oraz znaczna ilość taborów z różnych oddziałów.

Na odcinku grupy gen. Bołtucia Grudziądz był atakowany ze wszystkich stron, a GO wycofała się z pozycji na zachód od jezior brodnickich.
4 września
W nocy z 3 na 4 września grupa gen. Bołtucia, czyli 4 i 16 Dywizja Piechoty rozpoczęły odwrót na Wisłę w kierunku na Dobrzyń nad Drwęcą.
- 15 DP wycofała się w lasy w rejon Sołec – Jeziora jezuickie, w łączności z 26 DP – prawym skrzydłem Armii „Poznań” Kwatera główna Armii „Pomorze” została przeniesiona z Torunia do Włocławka[12].

5 września

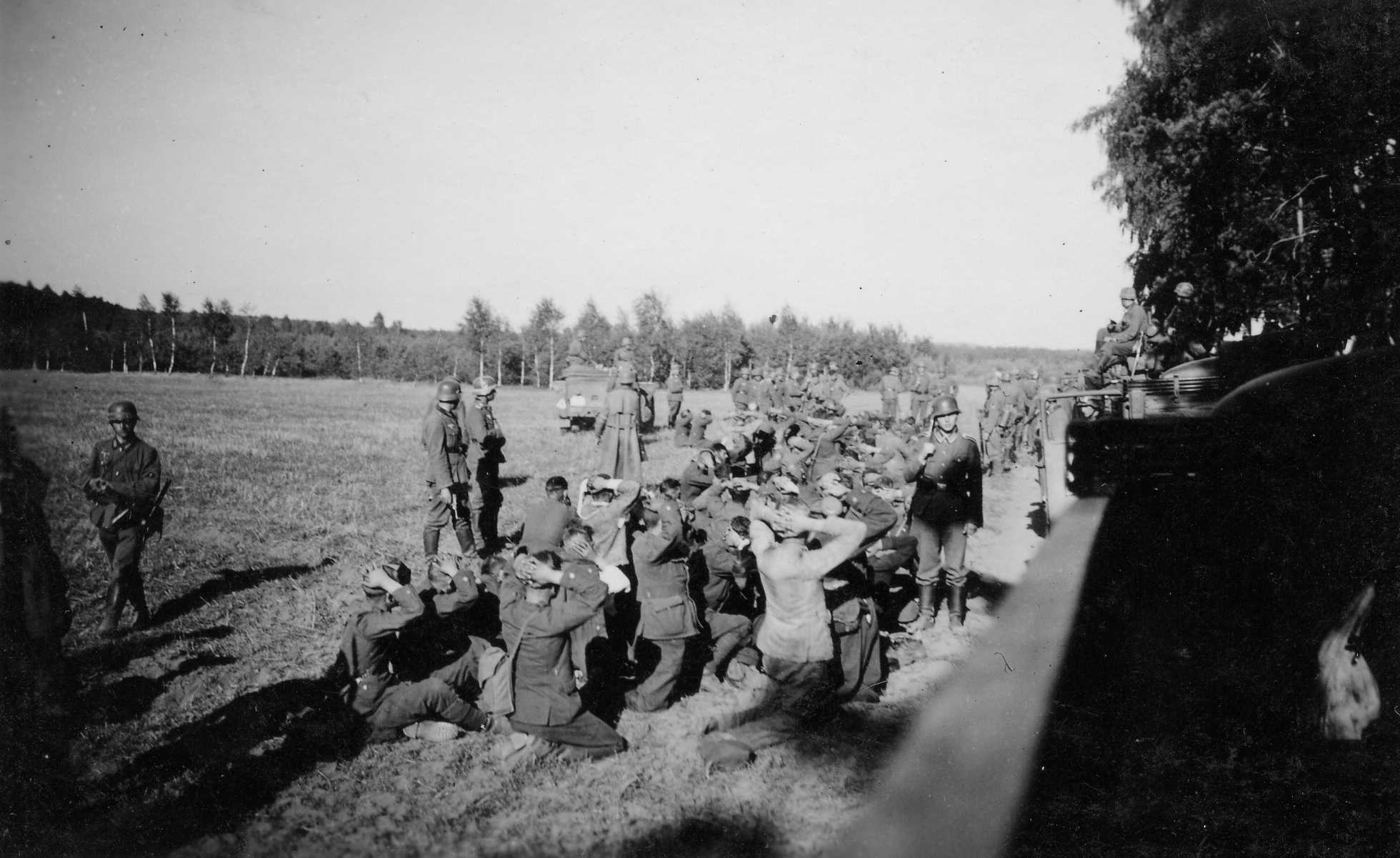
Żołnierze Armii „Pomorze” wzięci do niewoli w Borach Tucholskich

W tym dniu o 22 przyszedł rozkaz dotyczący odwrotu w kierunku Warszawy po linii Włocławek – Brześć Kujawski i dalej w kierunku wschodnim. Do armii została przydzielona 26 Dywizja Piechoty (dowódca płk dypl. Brzechwa-Ajdukiewicz) z Armii „Poznań”. Gen. Bortnowski włączył 26 DP, razem z 15 DP, w skład GO gen. Przyjałkowskiego. Większość sił Armii miała się cofać lewym brzegiem Wisły, zaś GO gen. Bołtucia (4 DP, 16 DP i dac armii) – prawym. Dowódca armii, obawiając się zniszczenia mostu we Włocławku i rozdzielenia sił armii, polecił zorganizowanie przeprawy na południe od Nieszawy. Ostatecznie jednak GO Bołtucia przeszła na lewy brzeg Wisły we Włocławku. W czasie odwrotu udało się uzupełnić straty 27 DP, poniesione w trakcie przebijania się z korytarza. Przydzielono do niej 22 pp wraz z 2/9 pal i jeden dywizjon z artylerii armii. Natomiast 9 DP praktycznie przestała istnieć. W nocy z 7 na 8 września dowództwo armii przeniesiono do Brześcia Kujawskiego.

### Odwrót z Kujaw
6 września
W tym dniu w strukturach Armii „Pomorze” funkcjonowały trzy grupy operacyjne.

W GO gen. Bołtucia:

4 Dywizja Piechoty ześrodkowała się na południe od Torunia. Tu dołączył do niej dywizjon 2 pułku artylerii ciężkiej. W tym rejonie znalazła się też artyleria 16 DP. O zmierzchu grupa ta maszerowała dalej pod Włocławek.

16 Dywizja Piechoty maszerowała prawym brzegiem Wisły do lasów koło Dobrzejewic i tu miała przekroczyć Wisłę. Z nieznanych przyczyn nie doszło jednak do budowy mostu łyżwowego, spławianego Wisłą. Maszerowała zatem dalej w kierunku na Włocławek. W tym samym kierunku maszerowały trzy OW: Oddział Wydzielony „Grudziądz” płk. Stefana Cieślaka, płk. Tadeusza Niezabitowskiego i Oddział Wydzielony „Jabłonowo” ppłk. Jana Szewczyka. Okręty Oddziału Wydzielonego Rzeki Wisły płynęły w górę rzeki.
W Grupie Operacyjnej gen. Przyjałkowskiego:

15 Dywizja Piechoty zajmowała pozycje obronne od Solca Kujawskiego po Kobylarnię i ścierała się z niemiecką 50 Dywizją Piechoty. Odwrót dywizja rozpoczęła dopiero po północy.

26 Dywizja Piechoty znad dolnej Noteci wieczorem wycofywała się wieczorem na południe.
W Grupie Operacyjnej gen. Drapelli:

Oddział Wydzielony płk. Aleksandra Myszkowskiego (OW „Toruń”) wieczorem wycofał się na południowy brzeg Wisły;

odtworzono 27 Dywizję Piechoty;

części 35 pułku piechoty maszerowała w ślad za GO gen. Bołtucia;

kombinowany pułk kawalerii Pomorskiej Brygady Kawalerii płk. Jastrzębskiego z dwiema bateriami konnymi dozorował linię Wisły między 15 Dywizją Piechoty a Toruniem; wieczorem pomaszerował w kierunku na Toruń.
Oddział Wydzielony ppłk. Sadowskiego z 5 Dywizji Piechoty bronił przedmościa we Włocławku z zadaniem zapewnienia przejścia na południowy brzeg Wisły piechoty 16 DP i trzech oddziałów wydzielonych.
7 września
W GO gen. Bołtucia:
- 4 Dywizja Piechoty ześrodkowała się w lesie Brzezie; tam rozformowano OW płk. Niezabitowskiego, a utworzono pułk ON ppłk. Sołtysa.
- 16 Dywizja Piechoty doszła do lasów Bobrowniki na północnym brzegu Wisły; po zmierzchu ruszyła na Włocławek.

W GO gen. Drapelli:
- 27 DP odpoczywała na południe od Torunia, natomiast kombinowany pułk Pomorskiej BK wyszedł z jej podporządkowania.

W GO gen. Przyjałkowskiego
- 15 DP ześrodkowała się w Gniewkowie, a wysłany na rozpoznanie pododdział kolarzy starł się starł się z patrolem niemieckim;
- 26 DP osiągnęła Inowrocław.

Dowódca Armii „Pomorze” nakazał marsze nocne GO gen. Bołtucia do rejonu Włocławek – Kruszyn, 27 DP w rejon Aleksandrowa w gotowości do przejściowej obrony na rubieży Tonczyny, GO gen. Przyjałkowskiego do rejonu: Radziejów – Zakrzewo. Późnym wieczorem zmieniono zadania, zatrzymując 15 DP na północ od cypla jeziora Gopło, nakazując natomiast 26 DP dalszy marsz po Radzyń i Jezioro Głuszyńskie.
8 września
W GO gen. Bołtucia:
- 4 DP nad ranem stanęła w rejonie Brześcia Kujawskiego, a wieczorem ruszyła w rejon na północ od Lubienia;
- 16 DP przeszła rano przez most we Włocławku i do południa osiągnęła rejon na południowy wschód od miasta, a wieczorem ruszyła w rejon Gostynina;

Inne dywizje
- 27 DP broniła pozycji nad Tonczyna i walczyła z przeciwnikiem idącym od Gniewkowa; wieczorem rozpoczęto marsz do lasów pod Włocławkiem.
- 15 DP zajęła stanowiska na północ od Gopła; kolarze dywizji walczyli z niemieckim patrolem motocyklowym, wieczorem dywizja wyruszono do Brześcia Kujawskiego;
- 26 DP około południa zajęła rejon na zachód od Lubrańca.

W tym dniu dowódca armii gen. Bortnowski zdecydował, że:
- OW ppłk. Sadowskiego wysadzi most we Włocławku i przejdzie do Płocka przejmując zadanie Nowogródzkiej BK;
- GO gen. Bołtucia skieruje się w rejon Łowicz–Sobota;
- Armia „Pomorze” zapewni osłonę tyłów Armii „Poznań”; w jej podporządkowanie została oddana Poznańską Grupę ON płk. Siudy[19].

### Bitwa nad Bzurą
Dwukrotnie, 7 i 8 września, spotkali się generałowie Kutrzeba i Bortnowski w rejonie Kutna. Tam zapadła decyzja o podporządkowaniu Armii „Pomorze” dowództwu gen. Kutrzeby. W dniu 9 września nastąpiło natarcie Armii „Poznań” w kierunku na Stryków. Rozpoczęła się największa bitwa kampanii wrześniowej zwana bitwą nad Bzurą. W tym czasie na odcinku Armii „Pomorze”, w rejonie Włocławka i Brześcia Kujawskiego, nieprzyjaciel wprowadził do działania wojska w sile jednej dywizji piechoty, która spychała 27 DP na południe. Armia „Pomorze” przeszła do działań zaczepnych 14 września o godz. 8, na kierunku Łowicz – Skierniewice. W ciężkich walkach 16 DP udało się sforsować Bzurę i wejść kilka kilometrów w głąb pozycji nieprzyjaciela. Kontrowersyjny rozkaz gen. Bortnowskiego zatrzymał natarcie, a następnie nakazał wycofanie ze zdobytych pozycji. W kolejnych dniach, do 18 września, oddziały usiłowały przerwać okrążenie i przebijać się do Warszawy przez Puszczę Kampinoską.

## Struktura organizacyjna Armii „Pomorze”
Dowództwo Armii „Pomorze”
Wielkie jednostki
- 4 Dywizja Piechoty
- 9 Dywizja Piechoty
- 15 Wielkopolska Dywizja Piechoty
- 16 Pomorska Dywizja Piechoty
- 27 Dywizja Piechoty
- Pomorska Brygada Kawalerii

W myśl pierwotnych planów w skład Armii miały wchodzić 5 i 12 Dywizja Piechoty (zamiast 9 i 27 DP).
Piechota
- Pomorska Brygada Obrony Narodowej
- Chełmińska Brygada Obrony Narodowej
- 208 pułk piechoty (62 pp)
- 209 pułk piechoty (66 pp)
- 1 batalion strzelców
- 2 batalion strzelców
- batalion karabinów maszynowych i broni towarzyszącej nr 6 (59 pp)

Artyleria
- I dywizjon 2 pułku artylerii ciężkiej
- 48 dywizjon artylerii lekkiej
- 58 dywizjon artylerii lekkiej
- 68 dywizjon artylerii lekkiej
- bateria pomiarów artylerii nr 4

Saperzy
- 48 batalion saperów (8 batalion saperów)
- kompania saperów KOP „Hoszcza”
- rezerwowa kompania saperów nr 181 (8 bsap)
- rezerwowa kompania saperów nr 182 (8 bsap)
- rezerwowa kompania saperów nr 183 (8 bsap)
- rezerwowa kompania saperów nr 184 (8 bsap)
- lekka kolumna pontonowa typ I nr 181 (8 bsap)
- lekka kolumna pontonowa typ II nr 182 (8 bsap)
- pluton parkowy saperów nr 81 (8 bsap)
- pluton parkowy saperów nr 81 (8 bsap)
- szefostwo fortyfikacji typ II „Toruń” (8 bsap)
- szefostwo fortyfikacji typ II „Grudziądz” (Ośrodek Sapersko-Pionierski 16 DP)
- dowództwo grupy fortyfikacyjnej nr 81 (8 bsap)
- dowództwo grupy fortyfikacyjnej nr 82 (Ośrodek Sapersko-Pionierski 16 DP)
- dowództwo grupy wojsk kolejowych nr 11 (2 batalion mostów kolejowych) – kpt. sap. Witold Karpowicz
- kompania mostów kolejowych nr 24 (2 batalion mostów kolejowych)
- czołówka warsztatowa mostów kolejowych typ I nr 1 (2 batalion mostów kolejowych) – kpt. Chrzanowski
- kompania ruchowo-kolejowa nr 51 (Oddział Ruchowo-Handlowy Kolei Państwowych w Toruniu)

Bronie Pancerne
- 81 samodzielna kompania czołgów rozpoznawczych (8 batalion pancerny)
- kolumna samochodów osobowych nr 81 (8 bpanc)
- kolumna samochodów ciężarowych typ I nr 851 (8 bpanc)
- kolumna samochodów ciężarowych typ II nr 852 (8 bpanc)
- kolumna samochodów ciężarowych typ II nr 853 (8 bpanc)
- kolumna samochodów ciężarowych typ I nr 854 (8 bpanc)
- kolumna samochodów ciężarowych typ I nr 855 (8 bpanc)
- kolumna samochodów sanitarnych PCK typ I nr 801 (8 bpanc)
- kolumna samochodów sanitarnych PCK typ I nr 902 (4 batalion pancerny)

Lotnictwo i OPL Armii „Pomorze”
- III/4 dywizjon myśliwski (4 pułk lotniczy)
- 42 eskadra rozpoznawcza (4 plot)
- 43 eskadra obserwacyjna (4 plot)
- 46 eskadra obserwacyjna (4 plot)
- pluton łącznikowy nr 7 (4 plot)
- pluton łącznikowy nr 8 (4 plot)
- 1 kompania balonów obserwacyjnych (1 batalion balonowy)
- 10 kompania karabinów maszynowych przeciwlotniczych typ A
- 17 kompania karabinów maszynowych przeciwlotniczych typ A (61 pp)
- 82 kompania karabinów maszynowych przeciwlotniczych typ B (63 pp)
- 83 kompania karabinów maszynowych przeciwlotniczych typ B (63 pp)
- 84 kompania karabinów maszynowych przeciwlotniczych typ B (67 pp)

Łączność
- kompania stacyjna łączności nr 15 (mob. kadra 8 baonu telegraf.)
- kompania telefoniczno-kablowa nr 26 (mob. kadra 8 baonu telegraf.) (przydzielona do Grupy Operacyjnej „Wschód”)
- kompania telefoniczno-kablowa nr 27 (mob. kadra 8 baonu telegraf.)
- kompania telefoniczno-budowlana nr 17 (mob. kadra 8 baonu telegraf.)
- kompania radio nr 4 (mob. pułk radio)
- samodzielny pluton telefoniczno-kablowy nr 18 (mob. 7 baon telegraf.)
- samodzielna drużyna gołębi pocztowych nr 11 (mob. kompanie łącz. 15 i 16 DP)

Marynarka Wojenna:
- Oddział Wydzielony Flotylli Pińskiej

Ordre de Bataille Armii „Pomorze”, do szczebla batalionu (dywizjonu), przedstawiono w:
1 września 1939 dowódca Armia „Pomorze” dysponował łącznie:
- 63 batalionami piechoty, w tym 46 batalionami piechoty w pięciu dywizjach piechoty (50 pp miał cztery baony), 2 batalionami strzelców, batalionem karabinów maszynowych i broni towarzyszącej, 12 batalionami Obrony Narodowej, batalionem nadwyżek 4 DP (II/208 pp), batalionem Przysposobienia Wojskowego „Toruń” (batalion ON „Toruń”),
- 25 szwadronami kawalerii, w tym 16 szwadronami liniowymi i 4 szwadronami ckm w czterech pułkach Pomorskiej BK oraz 5 szwadronami kawalerii dywizyjnej („Krakusów”),
- 9 pododdziałami kolarzy, w tym 5 kompaniami w dywizjach piechoty oraz czterema szwadronami (trzy szwadrony pułkowe: 2 pszwol, 16 puł, 8 psk i jeden brygadowy),
- 13 bateriami artylerii ciężkiej (27 x 105 mm armat wz. 1913 i wz. 1929 oraz 15 x 155 mm haubic wz. 1917),
- 55 bateriami artylerii lekkiej i 4 bateriami artylerii konnej oraz 16 plutonami artylerii piechoty (120 x 75 mm armat wz. 1897, 50 x 75 mm armat wz. 1902/1926, 2 x 76,2 mm armaty wz. 1902, 96 x 100 mm haubic wz. 1914/1919),
- 4 bateriami motorowymi artylerii przeciwlotniczej 40 mm typów A i B (14 x 40 mm armat przeciwlotniczych wz. 1936)[f],
- 3 pododdziałami pancernymi, w tym samodzielną kompanią czołgów rozpoznawczych (13 czołgów TK-3), szwadronem czołgów rozpoznawczych (dziewięć czołgów TK-3 i cztery czołgi TKS uzbrojone w 20 mm nkm wz. 1938 FK) i szwadronem samochodów pancernych typ A nr 81 (8 wozów wz. 1934-II),
- 5 eskadrami lotniczymi, w tym dwiema myśliwskimi (22 samoloty PZL P.11c), dwiema towarzyszącymi (14 samolotów Lublin R.XIIID) i jedną rozpoznawczą (10 samolotów PZL.23B Karaś), a ponadto dwoma plutonami łącznikowymi (6 samolotów RWD-8)[22].

## Obsada personalna Dowództwa Armii
Dowództwo Armii „Pomorze”
- dowódca armii – gen. dyw. Władysław Bortnowski (inspektor armii z siedzibą w Toruniu)
  - oficer ordynansowy – mjr kaw. Juliusz Kroenitz (oficer ordynansowy inspektora armii z siedzibą w Toruniu)
- dowódca artylerii – płk art. Józef Korycki (dowódca 8 Grupy Artylerii)
  - oficer sztabu – mjr Stanisław Konstanty Oyrzyński (od 9.09 komendant Kwatery Głównej)
  - oficer sztabu – kpt. Kazimierz Motz
- dowódca lotnictwa i OPL – płk pil. Bolesław Stachoń (dowódca 4 pułku lotniczego)
  - szef sztabu – ppłk pil. Stanisław Skarżyński (zastępca dowódcy 4 pułku lotniczego)
  - oficer operacyjny – mjr obs. Stanisław Olszewski
  - oficer informacyjny – kpt. dypl. obs. Tadeusz Kasprzyk
  - referent OPL – mjr art. Marian Bieniak (dowódca 8 daplot)
  - zastępca referenta OPL – kpt. art. Tadeusz Moszyński (z 8 daplot)
  - referent zaopatrzenia – kpt. obs. Romuald Stelmach
  - referent lotnisk – por. tech. Jan Filipowicz
  - szef łączności – por. obs. Marian Kostuch
  - kpt. obs. Stanisław Doliński
  - kpt. tech. Stanisław Łojasiewicz
  - por. obs. Jan Eichsteadt
  - oficer łącznikowy – ppor. pil. Jerzy Sobolewski
- dowódca saperów – ppłk sap. Emil Strumiński (oficer saperów Inspektoratu Armii w Toruniu)
  - oficer sztabu – kpt. dypl. Feliks Grzegrzółka (z 8 bsap)
  - oficer sztabu – kpt. Edward Szybler (z Inspektoratu Armii w Toruniu)
  - oficer sztabu – kpt. inż. Wacław Nikodem Cichocki (z Inspektoratu Armii w Toruniu)
  - oficer sztabu – kpt. Wacław P. Janaszek (z 8 bsap)
- dowódca broni pancernych – ppłk Jerzy Gliński (dowódca 8 batalionu pancernego)
- dowódca etapów – gen. bryg. Michał Tokarzewski-Karaszewicz (dowódca Okręgu Korpusu Nr VIII)
  - zastępca dowódcy etapów – płk dypl. Aleksander Zygmunt Myszkowski (pomocnik dowódcy Okręgu Korpusu Nr VIII)

Sztab
- szef sztabu – płk dypl. dr Ignacy Izdebski (I oficer sztabu Inspektoratu Armii w Toruniu)
- szef oddziału I – mjr dypl. Jan Kazimierz Jastrzębski
- szef oddziału II – ppłk dypl. Antoni Rosner (z Komisariatu Rządu w Gdańsku)
  - oficer sztabu – mjr dypl. Antoni Malinowski (III oficer sztabu Inspektoratu Armii w Toruniu)
- szef oddziału III – ppłk dypl. Aleksander Aleksandrowicz (z Oddziału III Sztabu Głównego)
  - oficer sztabu – mjr dypl. Jerzy Kirchmayer (II oficer sztabu Inspektoratu Armii w Toruniu, do połowy lipca 1939 p.o. szefa oddziału)
  - oficer sztabu – mjr dypl. Ksawery Floryanowicz (dowódca dyonu 26 pal)
  - oficer sztabu – mjr dypl. Jan Dubeński (z Wyższej Szkoły Wojennej)
- dowódca łączności – płk łącz. Jan Kaczmarek (dowódca 2 Grupy Łączności)
  - oficer sztabu – mjr łącz. Stanisław Kochański (z Inspektoratu Armii w Toruniu)
  - delegat Dyrekcji Okręgu Poczt i Telegrafów w Bydgoszczy – inż. Stanisław Ostrowski
- kwatermistrz – ppłk dypl. Czesław Kopański (zastępca dowódcy 48 pp)
- szef oddziału IV – ppłk dypl. Stanisław Kłosowicz (ze Sztabu Głównego)
- szef wydziału transportowego – mjr dypl. art. Juliusz Szostak[23]
- szef służby zdrowia – ppłk lek. Walerian Jaworski
- dowódca żandarmerii – mjr żand. Józef Schmied (dowódca 8 dywizjonu żandarmerii)
- szef służby kolejnictwa – mjr w st. sp. Michał Galiński (szef Wydziału Wojskowego Dyrekcji Kolejowej w Bydgoszczy)
- komendant kwatery głównej – mjr piech. Józef Czerniatowicz
- oficer gospodarczy – kpt. adm. (piech.) Julian Dziurzyński[24]